# Юнионхолл
Юнионхолл (англ. Union Hall; ирл. Bréantrá, Брентра) — деревня в Ирландии, находится в графстве Корк (провинция Манстер).

## Демография
Население — 192 человека (по переписи 2006 года). В 2002 году население составляло 202 человека.
Данные переписи 2006 года:
| Общие демографические показатели |               |                               |                               |      |      |
| Всё население                    | Всё население | Изменения населения 2002—2006 | Изменения населения 2002—2006 | 2006 | 2006 |
| 2002                             | 2006          | чел.                          | %                             | муж. | жен. |
| 202                              | 192           | −10                           | −5                            | 96   | 96   |